# Rossijskaja (metropolitana di Samara)
La stazione Rossijskaja (Российская) è una stazione della metropolitana di Samara.

## Storia
La stazione enne aperta all'esercizio il 26 dicembre 2007.